# مقاومت طی نسل‌کشی ارمنی‌ها
مقاومت ارمنیان اشاره به مقاومت‌هایی است که توسط احزاب و نیروهای نظامی ارمنی در طی قتل‌عام ارمنیان توسط عبدالحمید دوم و طی نسل‌کشی ارمنیان برای دفاع از روستاها و شهرهای ارمنی طرح ریزی و اجرا شده بود.

## پیش زمینه

### ناسیونالیسم تُرکی
تفکرات ملی‌گرای تُرک‌ها به تدریج کنترل حزب اتحاد و ترقی را که حزب حاکم در سال‌های جنگ جهانی اول بود به دست گرفت و نقشی بسیار تعیین‌کننده را در نسل‌کشی ارمنیان ایفا نمود. جنبش ترکان جوان که در اواسط سده نوزدهم شکل گرفت و وارثان آن، یعنی تُرک‌های جوان؛ نام دیگر تشکیلات اتحاد و ترقی سلطه و برتری تُرک‌ها را در امپراتوری عثمانی چنان طبیعی و بدیهی می‌دانستند که هیچ بحثی را در این باره جایز نمی‌شمردند. نمایندگان آنان بارها تأکید کردند که تُرک‌ها تنها در صورتی حقوق جوامع و ملل دیگر را به رسمیت خواهند شناخت که آن‌ها سلطه و برتری تُرک‌ها را بپذیرند. در خلال تغییرات ایدئولوژیکی که در عصر مدرن میان طبقه برگزیده حاکم به وجود آمد، و ظهور نوعثمانی‌گری، پان‌اسلامیسم و پان‌ترکیسم برتری مسلمین در جای خود باقی ماند، حتی آن گاه که گرایشی همه جهانی مثل عثمانیسم غلبه داشت. در دوره اصلاحات تنظیمات علی پاشا، «پس از مشاهده تلاقی علائق و آمال ملی گرایان مختلف در امپراتوری، بر نقش ویژه تُرک‌ها به عوان عنصر وحدت بخش تأکید نمود.»
این جریانات واگرا؛ نوعثمانی‌گری، پان‌اسلامیسم و پان‌ترکیسم و غرب‌گرایی جدا از تمام تفاوت هایشان در یک فرض اساسی و بنیادین اشتراک داشتند. ملی‌گرایی یک گروه قومی غالب که به باور آن‌ها یعنی تُرک‌ها. جنبش اتحاد و ترقی این سنت را ادامه داد و به آن رنگ و رویی تازه داد. نامق کمال، یکی از رهبران جنبش عثمانی‌های جوان بستر مناسب این فرایند را آماده ساخت، فرایندی که الهام بخش و چراغ راه تُرک‌های جوان و حزب شد، وقتی مدعی شد «ما تنها وقتی می‌توانیم با مسیحیان صلح کنیم که برتری ما را بپذیرند.» کمال عقاید برتری جویانه خود را در بستری نژادی آشکارا عیان می‌کرد. «تُرک‌ها به سبب تعداد و توان بسیار زیادشان شایستگی‌های فوق‌العاده و تحسین برانگیزی همچون وسعت آگاهی و فراست، خونسردی، بردباری و آرامش دارند، در اجتماع جایگاه برتر را از آن خود کرده‌اند.»
«حسین جاهد یالچین» صاحب امتیاز روزنامه طنین، نشریه رسمی ترکان جوان بود، از ایده سلطه و حاکمیت تُرک‌ها دفاع کرد و نوشت:
«هر چه می‌خواهید بگویید، ولی ملت حاکمه این کشور تُرک‌ها هستند و خواهند بود. جوامع مسیحی هیچ هدف و مقصودی جز نابودی کشور ندارند. این کشور سرزمین پدری تُرک‌ها بوده‌است؛ لذا اساساً حق اداره و تعیین سرنوشت کشور و گرفتن تصمیمات مهم و بنیادی باید در دست تُرک‌ها باشد.»
حزب خواسته‌های مسیحیان را مبنی بر خودمختاری و برابری، به سبب ترس از جدایی طلبی مورد اعتراض و مخالفت قرار داد. اصلاحات از همان ابتدا با مخالفت روبرو بود، چه برای خودمختاری منطقه‌ای یا یک جامعه خاص عثمانی و خودمختاری که می‌تواند از آن حاصل شود. بدین سان حتی پیش از اینکه ناسیونالیسم تُرک به‌طور کامل شکل یک ایدئولوژی سیاسی را به خود بگیرد، تُرک‌ها خود را (ملت حاکمه) سرزمین عثمانی می‌دانستند و به زانو درآوردن جوامع اقلیت را ضروری می‌شمردند. این تلقی از ملت حاکمه به عنوان زیربنایی فرهنگی و سیاسی بعدها نقشی حیاتی را در نسل‌کشی ارمنیان ایفا نمود.

### نقش احزاب ارمنی

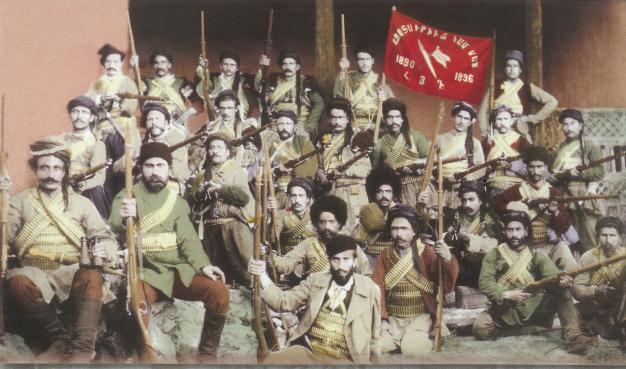
گروهی از فدائیان ارمنی با پرچم فدراسیون انقلابی ارمنی، متن بر روی پرچم «مرگ یا آزادی»

تحولات پرشتاب و تأثیرگذار دهه‌های پایانی سده نوزدهم در قفقاز و ارمنستان غربی موجب شکل‌گیری گروه‌ها و احزاب متعددی ارمنی گردید که از جمله مهم‌ترین آن‌ها حزب سوسیال دموکرات هنچاکیان بود. حزب بیش از هر چیز از اهرم راهپیمایی عمومی برای بیان اعتراض به سیاست‌های دولت عثمانی بهره گرفت. راهپیمایی اعتراضی گوم کاپو در قسطنطنیه در ۱۵ ژوئیه ۱۸۹۰ میلادی، نخستین قدرت نمایی هنچاک‌ها به‌شمار می‌رود. هدف اعتراض بیدار کردن ارمنیان ستمدیده و آگاه ساختن دولت عثمانی از درد و رنج ارمنیان بود. در این راهپیمایی اعتراضی، هاروتیون چانکیولیان از اعضای برجسته هنچاک‌ها بیانیه اعتراضی را خطاب به سلطان عثمانی در مورد اصلاحات شش ولایت ارمنی قرائت نمود و پس از آن ارمنیان حرکت دسته جمعی را به سمت کاخ یلدیز آغاز کردند که با برخورد سربازان عثمانی، عده‌ای از معترضات کشته و زخمی شدند. دومین تحرک سیاسی هنچاکیان نیز در اوت ۱۸۹۴ میلادی در منطقه ساسون یکی از تلاش‌های بزرگ حزب انقلابی هنچاکیان علیه حکومت عثمانی و کُردهای وابسته به سلطان عثمانی بود. (مقاومت ساسون (۱۸۹۴)) رهبری این اعتراضات بر عهده هامبارسوم پویاجیان بود که ارمنی‌های ساسون را به عدم پرداخت مالیات و باج به کُردها و تُرک‌های عثمانی ترغیب نمود که منجر به رویارویی آن‌ها با قوای عثمانی شد. سومین اعتراض سیاسی، اعتراض به سلطان عبدالحمید در ۱۸ سپتامبر ۱۸۹۵ میلادی صورت گرفت که رهبری آن بر عهده «کارو ساهاکیان» بود. پس از سخنرانی اعتراضی ساهاکیان و معترضان ارمنی که قصد ورود به دروازه‌های باب عالی را داشتند، با نیروهای عثمانی درگیر شدند که منجر به زخمی و کشته شدن و نیز بازداشت تعداد بسیاری از آن‌ها شد. مقاومت زیتون (۱۸۹۵–۱۸۹۶)، آخرین کوشش مهم هنچاکیان علیه دولت عثمانی در مقطع پایانی سده نوزدهم به‌شمار می‌رود.
هسته اولیه شکل‌گیری حزب آرمناکان توسط تعدادی از جوانان تحصیل کرده ارمنی در شهر وان ترکیه در سال ۱۸۸۵ میلادی به وجود آمد. حزب برای پیشبرد اهداف خود، اقدام به تأسیس شعبات متعددی در امپراتوری عثمانی، روسیه، ایران و آمریکا نمود. فعالیت حزب آرمناکان در امپراتوری عثمانی عمدتاً در شهرهای استانبول، ترابزون و وان در ایران نیز عمدتاً در شهرهای تبریز و سلماس صورت می‌گرفت. بدین ترتیب حزب توانست با تکیه بر رهبری معنوی و فکری مکرتیچ پرتوگالیان و نیز با اتکا به نیروهای خود در جنبش آزادی بخش ملی ارمنی نقش مهمی را ایفا نماید.
مهم‌ترین اهداف و برنامه‌های آرمناکان را بدین صورت به چاپ رسید:
«واجب است علیه استبداد تُرکان به پا خیزیم و آن‌ها را از طریق انقلاب ساقط کنیم. چون در این صورت است که می‌توانیم خودمان را اداره کنیم. بین طبقات و اصناف نباید هیچ گونه تبعیض و اختلافی وجود داشته باشد. چون این اختلافات جنبش ارمنی‌ها را سست می‌سازد و از کارایی آن می‌کاهد. آرمناکان‌ها باید از ایجاد تظاهرات، اعتراضات، هرج و مرج‌های بی موقع و همچنین ترور، جز در موارد استثنایی، احتراز ورزند. حزب باید رهبر و سازمانی مرکزی داشته باشد و با نمایندگان دیگر ناحیه‌ها و بخش‌ها، ملاقات و جلسات برگزار کند. همچنین زمان جنبش‌های عمومی را تشخیص دهد. حزب باید روزنامه آرمنیا را از لحاظ مادی و معنوی حمایت کند؛ اما مدیر مسئول آن هیچ گونه مسئولیتی در عملیات اجرایی و مالی حزب نخواهد داشت. اگر مردم جنوب یعنی کُردها، تُرک‌ها و دیگران به رشد فکری برسند و پیشنهاد همکاری با ارمنیان را بدهند، باید با آن‌ها همکاری کرد؛ چون آن‌ها فرزندان این حکومت هستند ولی با این تضمین که بعد از موفقیت با هم حقوق مساوی داشته باشیم.»
فدراسیون انقلابی ارمنی در اولین شمارهٔ روزنامهٔ دروشاک (به معنی پرچم) می‌نویسد:
«ارمنیان طی سده‌ها می‌خواستند استبداد عثمانی را از طریق صلح و با کمک کشورهای اروپایی حل کنند اما اروپاییان کمکی نکردند و وضع آن‌ها روز به روز وخیمتر شد. امروز مسئلهٔ ارمنی‌ها پا به مرحلهٔ جدیدی گذاشته است و ارمنیان متقاعد شده‌اند که دیگر امید بستن به اروپاییان بیهوده است. باید با دست‌های خود از حقوق، جان، شرف و خانواده هایمان دفاع کنیم. امروز تصمیم گرفته‌ایم یا آزاد شویم یا بمیریم. ارمنیان امروز برای آزادی خویش خواهش نمی‌کنند بلکه اسلحه به دست می‌گیرند و حق خود را می‌ستانند. ارمنیان، بیایید متحد شویم و بدون ترس و واهمه وظیفهٔ مقدس کسب آزادی ملی خود را به انجام رسانیم.»

## بیداری ملی ارمنی
بیداری ملی ارمنی و در ایجاد «احساسات ملی ارمنی» عوامل مؤثری دخیل بوده‌است. در فلات ارمنستان یک رشته مراکز روشنفکری ارمنی به وجود آمد عبارتند از:
کلیسای جامع اچمیادزین مقر سر اسقف یا کاتولیکوس و مرکز آکادمی یا دارالعلوم، ایروان، وان به دلیل اینکه مرکز کار «خریمیان هایریک» بود، ارزروم به دلیل وجود کالج ساناساریان، و شوشی. در خارج از ارمنستان مهم‌ترین مراکز روشنفکری عبارت بودند از قسطنطنیه، تفلیس، مسکو، و در اروپای غربی، ونیز و وین به دلیل وجود مخیتاریست‌ها در آن دو شهر و پاریس و ژنو به عنوان مراکز جوانان دانشجوی ارمنی و سپس مدتی بعد «باستن» به عنوان مرکز روشنفکری مهاجران ارمنی که به آمریکا رفته بودند.
این مراکز تبدیل به کانون‌های فکر ارمنی شدند و نشانه محل‌هایی بودند که در آن‌ها فکر احیای مجدد ملت ارمنی شکل گرفت و سپس در میان تمامی افراد ملت شیوع یافت. در حقیقت در سده نوزدهم بود که پدیده رنسانس یا احیای مجدد فرهنگی به ارمنیان آموخت تا با بازگشت به پیشینه باستانی خویش از گذشته درخشان خود اطلاع حاصل کنند.
ارمنی‌های مقیم ترکیه و روسیه و ایران بدون ارتباط و تماس با یکدیگر زندگی می‌کردند بعد از نیمه سده نوزدهم جریانی از همکاری و تعاون در میان آنان آغاز گردید. از جمله ارمنیان روسیه با دادن عطایا و کمک‌های مالی در تأسیس شبکه مدارس ارمنی در ارمنستان غربی بسیار یاری و همکاری کردند.

در ۱۸۷۲ میلادی گریگور آردزرونی در روزنامه مشاک چنین می‌نویسد: 
«دیروز ما چیزی بجز یک اجتماع کلیسایی نبودیم، ولی فردا یک ملت خواهیم بود.»
ملت ارمنی با وجود تقسیم شدنش بین سه دولت و پراکنده بودن قسمتی از ارمنیان در نقاط مختلف دنیا، کم‌کم متوجه وحدت و یگانگی خود می‌شد.
هانس فردیناند هلمولت مورخ آلمانی در کتاب خود «تاریخ جهان» می‌نویسد: 
«فقط از سده نوزدهم ببعد که نمایندگان برگزیده طبقه روشنفکر ارمنی به این اعتقاد رسیدند که ملتشان حق دارد وجودی آبرومند داشته باشد و در شرایط و اوضاع و احوال زندگی مل تهای اروپایی زندگی کند. آنان در اثبات این مدعا بر سه دلیل محکم تکیه کرده‌اند که هیچ‌کس نمی‌تواند آن‌ها را رد کند. نخست: تاریخ پر افتخار کشور قدیم ارمنستان، دوم: اصالت موسسات مذهبی آنان و پایداری و ثباتی که در راه حفظ و بقای آن‌ها از خود نشان داده‌اند، و بالاخره تماس نزدیک و قابلیت امتزاجشان با تمدن مغرب زمین.»

## جنبش آزادی بخش ملی ارمنی

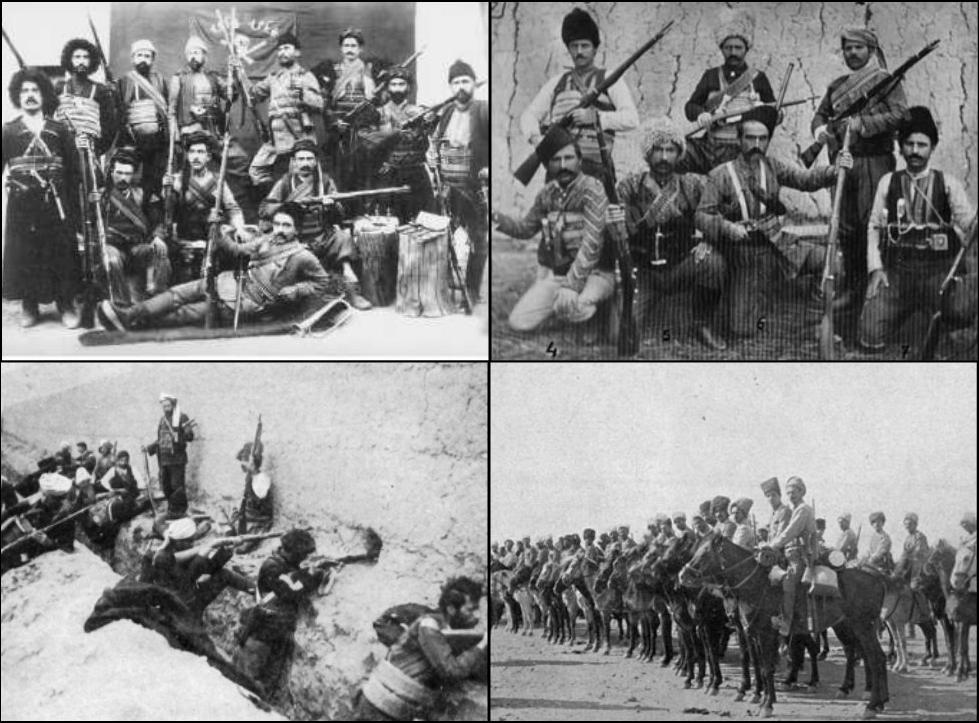
نبرد کلیسای آراکلوتس (۱۹۰۱)، واحدهای داوطلب ارمنی در عملیات جنگی در قفقاز، مقاومت وان و نبردخانه سور (۱۸۹۷)

جنبش آزادی بخش ملی ارمنی (به ارمنی: Հայ ազգային-ազատագրական շարժում)، (به انگلیسی: Armenian national liberation movement) جنبشی است که هدف آن ایجاد یک ارمنستان متحد و مستقل بود. مجموعه‌ای از عوامل مانند؛ جنبش‌های اجتماعی و فرهنگی که باعث ایجاد بیداری ملی ارمنی شد؛ و عوامل سیاسی و نظامی در طی و پیش از جنگ جهانی اول باعث به وجود آمدن جنبش آزادی بخش ملی ارمنی شود.
جنبش ملی ارمنی در اوایل ۱۸۶۰ میلادی تحت تأثیر عصر روشنگری و در زمان ظهور ناسیونالیسم امپراتوری عثمانی، به وجود آمد. عوامل مختلف و مؤثری در ظهور جنبش ملی ارمنی شبیه جنبش کشورهای بالکان و به ویژه بین یونانیان ایجاد شد نقش داشته‌است.
روشنفکران، نویسندگان، فیلسوفان و کشیش‌ها (خریمیان هایریک، مخیتار سباستاتسی)؛ نقش مؤثری در بیداری ملی ارمنی داشتند و آنان به دنبال بهبود و اصلاحات در شش ولایت ارمنی بودند و فدایی ارمنی دفاع از مردم در مقابل نیروهای عثمانی را برعهده داشتند، اما عملاً طرح اصلاحات برای بهبود وضع ساکنین ارمنی شکست خورد؛ و عاملی شد تا ارمنیان به فکر ایجاد یک حکومت مستقل در مناطق ارمنی‌نشین تحت کنترل دولت عثمانی و ارمنستان روسیه شدند.
از اواخر ۱۸۸۰ میلادی جنبش ارمنی منجرب به درگیری‌های مسلحانه با نیروهای نظامی عثمانی و گروهای نامنظم کُرد به رهبری سه حزب ارمنی در مناطق ارمنی‌نشین عثمانی شد. ارمنیان به‌طور طبیعی روسیه را متحد خود در مبارزه با دولت عثمانی می‌دیدند؛ با این حال روس‌ها همچنین یک سیاست ظالمانه‌ای را در قفقاز ضد ارمنیان (ارمنستان روسیه)، دنبال می‌کردند. پس از شکست دولت عثمانی در جنگ اول بالکان و تحت فشار اروپا و روسیه مجبور به اصلاحاتی در مناطق ارمنی‌نشین شد ولی با آغاز جنگ جهانی اول این اصلاحات عملاً قطع شد.
در طی جنگ جهانی اول ارمنی‌های ساکن امپراتوری عثمانی به‌طور سیستماتیک توسط دولت وقت نابود شدند؛ براساس برخی برآوردها طی سال‌های ۱۸۹۴ تا ۱۹۲۳ میلادی بین ۱/۵ تا ۲ میلیون نفر کشته شدند.
در ۲۵ فوریه ۱۹۱۵ میلادی انورپاشا براساس دستورالعمل شماره ۸۶۸۲ دستور حذف تمامی سربازان و افسران ارمنی در ارتش عثمانی را صادر نمود در مقابل ده‌ها هزار ارمنی ساکن قفقاز و روسیه به واحدهای داوطلب ارمنی پیوستند. روسیه در سال ۱۹۱۷ میلادی بسیاری از مناطق ارمنی‌نشین عثمانی را تحت کنترل داشت ولی پس از انقلاب اکتبر و خروج نیروهای نظامی روسیه از آن مناطق، واحدهای منظم ارمنی در آن مناطق مستقر شد و بعد از نبرد سارداراباد در ۲۸ مه ۱۹۱۸ کشور ارمنستان اعلام استقلال نمود و اولین جمهوری ارمنستان تشکیل شد.
در سال ۱۹۲۰ میلادی بلشویکها در روسیه و مجلس کبیر ملی ترکیه به قدرت رسیدند. در حالی که ارتش سرخ وارد ایروان شده بود، در سوی دیگر انقلابیون تُرک موفق به اشغال ارمنستان غربی شدند. در سال ۱۹۲۱ میلادی معاهده دوستی به نام عهدنامه مسکو بین بلشویک‌ها و مجلس کبیر ملی ترکیه به امضاء رسید؛ در نتیجه ارمنستان شرقی ضمیمه اتحاد جماهیر شوروی سوسیالیستی شد و صدها هزار نفر از ارمنیان، ارمنستان غربی در نتیجه نسل‌کشی و ارمنی ستیزی دولت مصطفی کمال آتاترک به کشورهای همجوار و آمریکا، اروپا مهاجرت کردند و جامعه‌ای به نام جماعت ارمنیان پراکنده را تشکیل دادند. جمهوری سوسیالیستی ارمنستان شوروی در سال ۱۹۹۱ میلادی فروپاشید و متاعقب آن جمهوری ارمنستان تأسیس گردید.

## نیروهای نظامی ارمنی

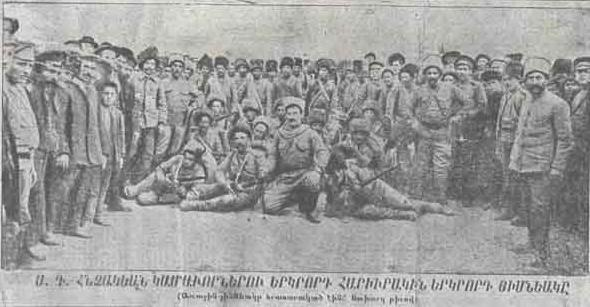
واحد داوطلب ارمنی در ۲۰ ژوئیه ۱۹۱۵

واحدهای داوطلب ارمنی در طی جنگ جهانی اول با هدف کمک به ارتش امپراتوری روسیه در جبهه قفقاز و آزادسازی ارمنستان غربی از یوغ دولت عثمانی تشکیل شد. محافل اجتماعی ـ سیاسی ارمنی حتی قبل از آغاز جنگ، پیرو تصمیم مورخ ۲۳ ژوئیه ۱۹۱۴ میلادی دولت امپراتوری روسیه مبنی بر کمک به ارتش روس توسط نیروهای داوطلب ارمنی، و به امید اینکه با ایجاد گردان‌های مسلح ارمنی در کنار ارتش روسیه می‌توانند به آزادسازی ارمنستان غربی کمک کنند؛ وارد مذاکره با فرمانده کل قفقاز،
ورونتسف ـ داشکف شده بودند.

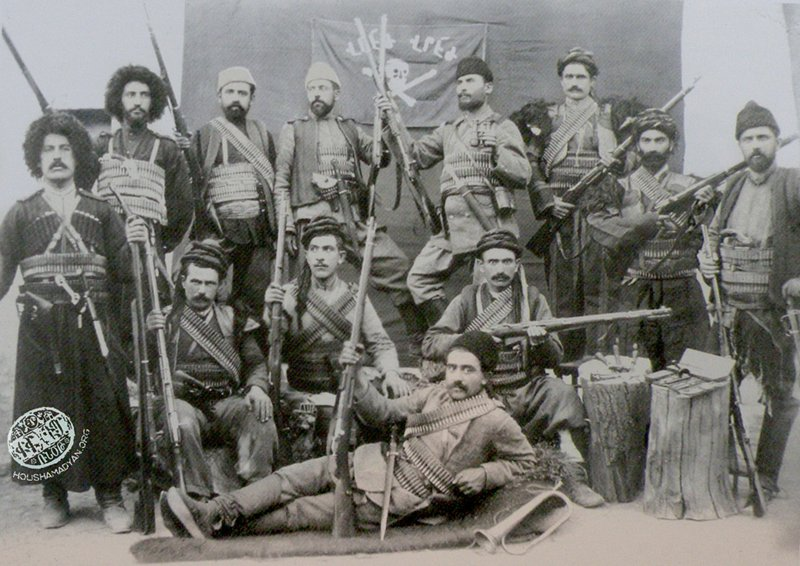
فدائیان ارمنی

فدایی ارمنی (به ارمنی Fidayi ,Ֆիդայի)، گاهی واحد نامنظم ارمنی یا شبه نظامی ارمنی هم می‌نامند. فدائیان ارمنی از افراد غیرنظامی بودند که به‌طور داوطلبانه خانواده خود را ترک کرده و یک واحد دفاعی یا گروه‌های نظامی را تشکیل می‌دادند.

## مقاومت‌ها
- شورش زیتون (۱۸۶۲)
- نبرد باش‌قلعه (۱۸۸۹)، نبردی بود که در مه ۱۸۸۹ میلادی بین نیروهای عثمانی و حزب آرمناکان در آداماکرت رخ داد.
- تظاهرات کوم کاپی (۱۸۹۰)، این راهپیمایی در قسطنطنیه در ۱۵ ژوئیه ۱۸۹۰ میلادی، نخستین قدرت نمایی هنچاک‌ها به‌شمار می‌رود. هدف اعتراض بیدار کردن ارمنیان ستمدیده و آگاه ساختن دولت عثمانی از درد و رنج ارمنیان بود.
- مقاومت ساسون (۱۸۹۴)، رهبری این اعتراضات بر عهده هامبارسوم پویاجیان بود که ارمنی‌های ساسون را به عدم پرداخت مالیات و باج به کُردها و تُرک‌های عثمانی ترغیب نمود که منجر به رویارویی آن‌ها با قوای عثمانی شد.
- مقاومت زیتون (۱۸۹۵–۱۸۹۶)، درگیری خونینی بود که طی کشتار حمیدیه در شهر (زیتون، سلیمانیه ترکیه کنونی) رخ داد که ۱۵۰۰ نیروی ارمنی در مقابل ۵۸۰۰۰ نیروی نظامی عثمانی[۲۰] ایستادگی کردند و حدود ۱۰۰۰۰ نفر از نیروی عثمانی و حدود ۶۰۰۰[۲۱] ارمنی شهر زیتون کشته شدند.
- مقاومت وان (۱۸۹۶)، در ۳ تا ۱۱ ژوئن طی کشتار حمیدیه در شهر وان بین نیروهای تشکیل شده توسط حزب آرمناکان و عثمانی رخ داد که طی این درگیری و کشتار ۲۰٬۰۰۰ تن از ارمنی‌های روستاها و شهر وان قتل‌عام شدند.[۲۲]
- نبردخانه سور (۱۸۹۷)، ۲۵ تا ۲۷ ژوئیه ۱۸۹۷ میلادی، در روستای خانه سور بین نیروهای فدایی ارمنی و کُردها رخ داد.
- نبرد کلیسای آراکلوتس (۱۹۰۱)، ۳ تا ۲۷ نوامبر ۱۹۰۱ میلادی، بین نیروهای فدایی ارمنی به فرماندهی آندرانیک اوزانیان و کوورک چاووش و نیروهای عثمانی در شهر موش اطراف کلیسای آراکلوتس رخ داد.
- شورش ساسون (۱۹۰۴)، در آوریل سال ۱۹۰۴ میلادی بین ۴۰۰۰ نیروی ارمنی و ۱۷٬۰۰۰ نیروی متشکل کُرد و عثمانی رخ داد.[۲۳]
- مقاومت زیتون (۱۹۱۵)، ۲۵ مارس ۱۹۱۵ میلادی بین نیروهای فدایی ارمنی و نیروهای عثمانی برای دفاع از اهالی ارمنی شهر زیتون در طی نسل‌کشی رخ داد.[۲۴][۲۵]
- مقاومت وان
- شورش شبین قره‌حصار، ۲ تا ۳۰ ژوئن ۱۹۱۵ میلادی در طی نسل‌کشی؛ مردم ارمنی شهر شبین قره‌حصار به کمک نیروهای فدایی در مقابل ۱۰۰۰ نیروی عثمانی ایستادگی کردند. بسیاری از خانه‌های شهر ویران شد و بیش از ۲۰۰ نفر از ارمنیان شهر کشته شدند و ۲ افسر و ۸۲ سرباز عثمانی کشته شد.[۲۶][۲۷]
- مقاومت شانلی‌اورفه، ۲۹ سپتامبر تا ۲۰ اکتبر ۱۹۱۵ میلادی در طی قتل‌عام شهر اورها درگیری خونینی بین اهالی غیرنظامی ارمنی آن شهر در مقابل ۶۰۰۰ نفر از نیروهای عثمانی رخ داد. طی این درگیری بیش از ۴۰۰ نفر از شهر گریختند و ده‌ها نفر کشته شدند.[۲۸][۲۹]
- مقاومت موسی داغ
- نبرد قره کلیسا
- نبرد آباران
- نبرد سارداراباد